# Eupelops latipilosus
Eupelops latipilosus är en kvalsterart som först beskrevs av Ewing 1909.  Eupelops latipilosus ingår i släktet Eupelops och familjen Phenopelopidae. Inga underarter finns listade i Catalogue of Life.